# 大杉谷村 (石川県)
大杉谷村（おおすぎたにむら）は、石川県能美郡に存在した村。
梯川の上流部の名称・大杉谷川から、また本村成立前の大杉村・瀬谷村の両村の名前を合成した名称から村名とした。

## 地理
- 現在の小松市の南部、梯川の最上流部の谷に添う南北に長い村である。
- 村の北部では茶の栽培も行われていた。山間部である南部は林業や木炭の製造が盛んだった。
- 瀬領には瀬領温泉、赤瀬に赤瀬温泉と那谷寺奥の院、荒俣峡がある。

## 歴史
- 1907年（明治40年）8月5日 - 瀬谷村及び大杉村が合併して、大杉谷村が発足する。
- 1956年（昭和31年）9月30日 - 小松市に編入する。7大字はそのまま小松市の町名に継承。

（※いわゆる昭和の大合併の時期に、金野村、西尾村、大杉谷村、新丸村の4村で「南能美町」とする構想もあったが、実現には至らなかった。）